# 守口大根さん
守口大根さん（もりぐちだいこんさん）は、愛知県丹羽郡扶桑町のPRキャラクターである。

## 概要
扶桑町が全国生産の7割を占める特産品・守口大根をモチーフにしたキャラクター。身長は扶桑町が保持する守口大根のギネス世界記録と同じ191.7 cm。大根なので性別はない。生年月日は2013年11月23日（先述のギネス記録が樹立された年月日にちなむ）。性格は繊細で前向き。大根にちなんで語尾は伸び、時々辛口になる。好きな食べ物は守口漬。夢はくまモン超え。

## 活動
自ら町内の人気スポットや店を巡り、インスタグラムで発信している。「いまいち知名度の低い扶桑町を盛り上げるべくして生まれた」と2021年4月20日より活動を開始。6月には町長・鯖瀬武のもとを表敬訪問し、二人の名前を合わせた「鯖大根」コンビを結成。鯖瀬は「非常に心強いキャラクター。ともに町をPRしていこう。」と述べたほか、応援団長に就任した。現在までに町内の駅や古墳、個人店など約90ヶ所を取材し、その特徴や魅力を発信している。

## 出演

### テレビ
- ドデスカ!（2021年7月13日、メ～テレ）[4]
- ななTHE禅（2021年7月13日、テレビ愛知）
- ゴリ夢中（2021年12月25日、中京テレビ）[5]
- まるっと!（2022年1月31日、NHK名古屋放送局）
- 千原ジュニアの愛知最強 行ったことない町BEST69（2022年2月1日、テレビ愛知）[6]
- データで解析!サンデージャーナル（2022年5月15日、テレビ愛知）[7]

### ケーブルテレビ
- ウィークリーにわぐん（2021年5月24日 - 5月31日、中部ケーブルネットワーク）

### ラジオ
- BUZZ FRIDAY（2021年12月10日、2022年1月14日、愛知北エフエム放送）[8][9]